# Urvaste

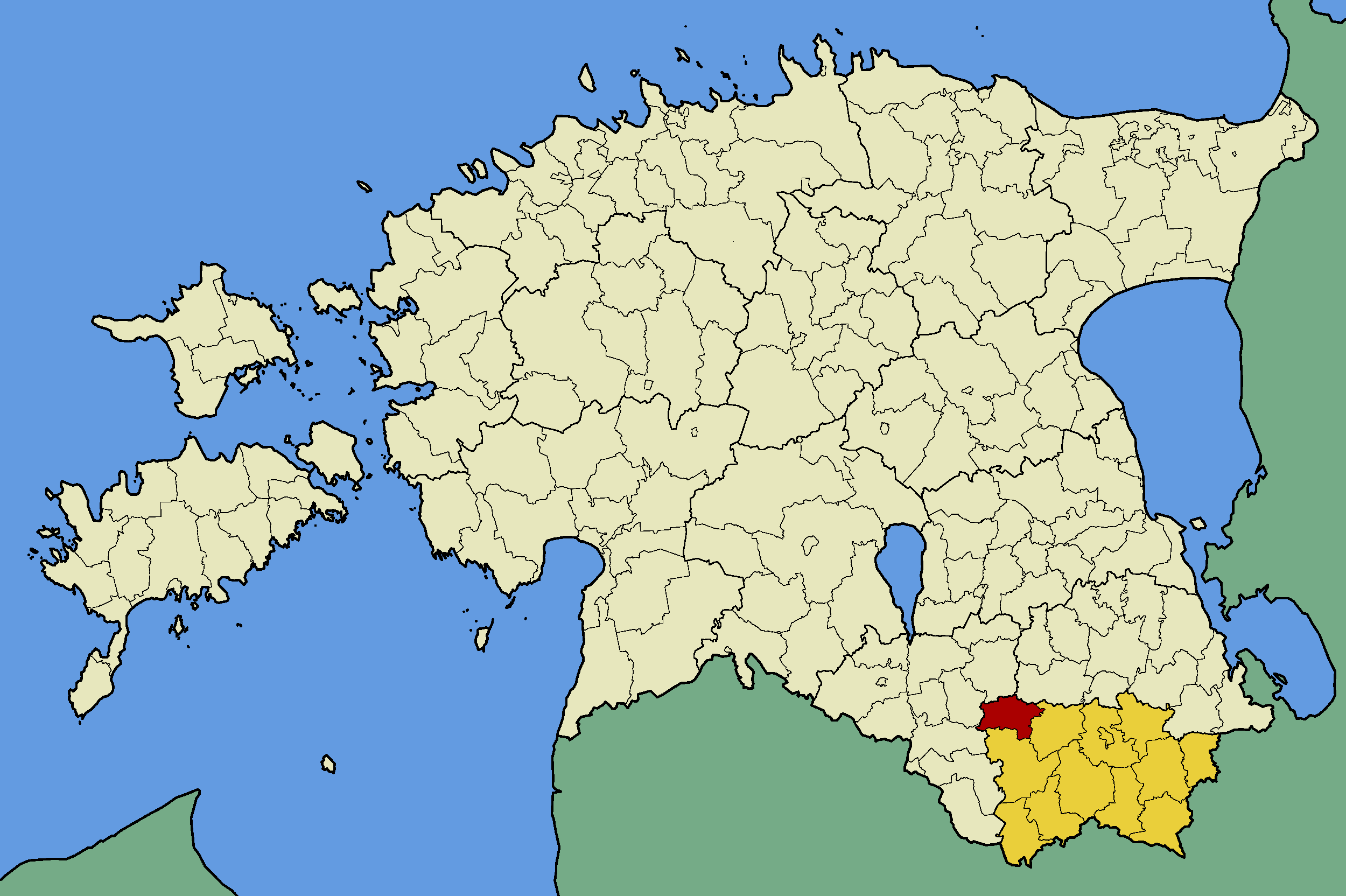
Localisation de l'ancienne commune d'Urvaste (rouge), dans le comté de Võru (jaune).

Urvaste (Urbs avant 1919) est une ancienne commune rurale située dans le comté de Võru en Estonie. Elle doit son nom à saint Urbain, patron de l'église paroissiale. Le 1er janvier 2012, la population s'élevait à 1 231 habitants.

## Géographie
La commune s'étendait sur 139,9 km2 au nord-ouest du comté et comprenait les villages d'Urvaste, de Kassi, Kirikuküla, Koigu, Kõlbi, Kuldre, Lümatu, Pihleni, Ruhingu, Toku, Uhrtjärve, Uue-Antsla, Vaabina et Visela.

## Histoire
Les domaines d'Anzen et d'Uelzen ont été donnés par la reine Christine de Suède au général Johann Eberhard von Bellingshausen en 1639. 
Le village d'Urvaste (à l'époque Urbs) est le premier centre de Frères Moraves de Livonie sous l'égide de Johann Christian Quandt l'Ancien (1704-1750) entre 1732 et 1750. Son manoir est la propriété de la famille Samson von Himmelstjerna à partir du début du XIXe siècle.
À partir de 1919, la commune fait partie de l'État indépendant d'Estonie et prend son nom actuel.
Lors d'une réorganisation administrative en octobre 2017, la commune d'Urvaste est supprimée et est rattachée à celle d'Antsla.

## Sites et monuments
L'église Saint-Urbain, datant du XIIIe siècle, est la seule d'époque médiévale en plan basilical d'Estonie. Elle est rattachée à la fin du XVIIe siècle sous le règne de Charles XI de Suède à la paroisse d'Harjel.